# Richard Lehmann (Februarkämpfer)
Richard Lehmann (geboren 7. September 1911; gestorben 15. Juli 1934 in Kaltenleutgeben) war ein österreichischer Arbeiter und Widerstandskämpfer gegen den Austrofaschismus. Er zählte zu den Februarkämpfern und wurde auf der Predigerstuhlwiese während einer Kundgebung erschossen.

## Leben und Ehrung

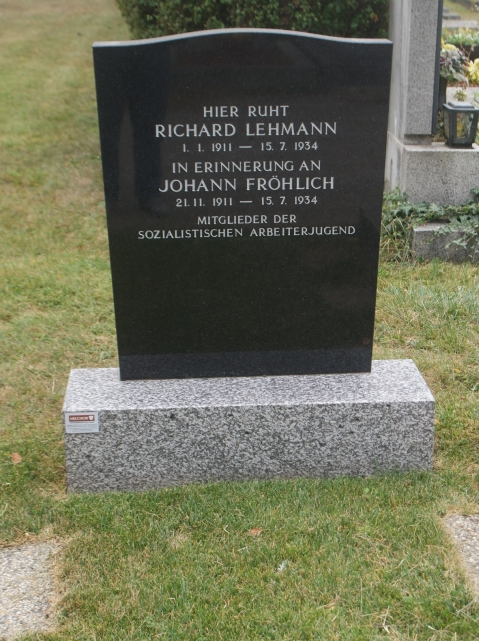
Grabstätte von Richard Lehmann

Lehmann war zuerst bei den Roten Falken, danach bei der Sozialistischen Arbeiterjugend und den Wehrsportlern aktiv. Nach dem Verbot der Sozialdemokratie im Ständestaat schloss er sich den Revolutionären Sozialisten Österreichs an. Am 15. Juli 1934 kam es auf der Predigerstuhlwiese zu einer nicht genehmigten Sozialistenkundgebung zum Gedenken an den Justizpalastbrand sieben Jahre zuvor. Während einer Ansprache von Rosa Jochmann traten faschistische Schutzkorpsleute und Gendarmen aus dem Wald, die Gewehre im Anschlag. Lehmann erhob die rote Fahne, es löste sich ein Schuss und er sank tödlich getroffen zu Boden. Sein Freund Johann Fröhlich aus Liesing wollte die Fahne aufheben und wurde ebenfalls erschossen. Ein dritter junger Liesinger, Karl Reitmayer, wurde durch einen Streifschuss am Hals und Bajonettstiche schwer verletzt und in das Krankenhaus Mödling gebracht. Er überlebte. Zum Zeitpunkt seines Todes war Lehmann bereits eineinhalb Jahre arbeitslos.
Er wurde auf dem Liesinger Friedhof (Gruppe 66A, Nummer 38) beigesetzt.

## Gedenken
Lehmanns Name ist auf einem Mahnmal für die Liesinger Freiheitskämpfer gegen Austrofaschismus und NS-Regime am Atzgersdorfer Friedhof eingraviert. Am 1. Februar 1949 beschloss der Wiener Gemeinderatsausschuss für Kultur, die Rodaunergasse in Wien XXIII zum Gedenken an Richard Lehmann in Lehmanngasse umzubenennen. Am 2. Oktober 2004 setzten die Freiheitskämpfer von Liesing und Mödling nahe dem Tatort einen Gedenkstein für Johann Fröhlich und Richard Lehmann.